# Szczelina nad Jaskinią w Dudzińcu
Szczelina nad Jaskinią w Dudzińcu – jaskinia w Dolinie Chochołowskiej w Tatrach Zachodnich. Wejście do niej położone jest w zachodnim zboczu Kominiarskiego Wierchu, na północno-wschodnim stoku Dudzińca, nad Jaskinią w Dudzińcu, na wysokości 1255 m n.p.m. Długość jaskini wynosi 15 metrów, a jej deniwelacja 8,5 metra.

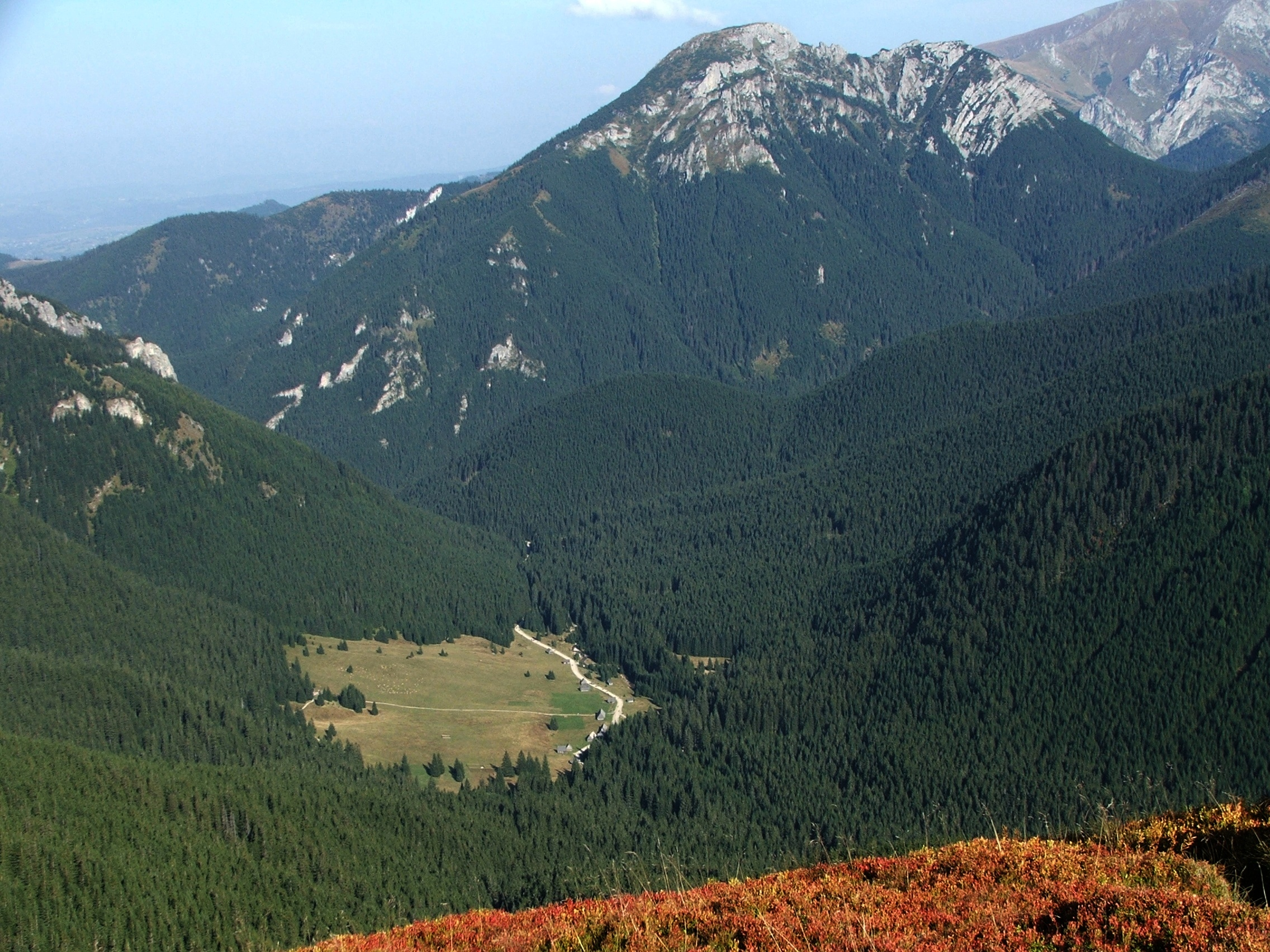
Widok na zachodnie zbocza Kominiarskiego Wierchu

## Opis jaskini
Jaskinię tworzy idący stromo do góry ciasny, szczelinowy korytarz zaczynający się w bardzo wysokim i wąskim otworze wejściowym, a kończący zawaliskiem.

## Przyroda
W jaskini brak jest nacieków. Ściany są suche, nie ma na nich roślinności.

## Historia odkryć
Jaskinia była znana od dawna. Jej plan i opis został sporządzony w 2003 roku.